# Ridolfo Ghirlandaio

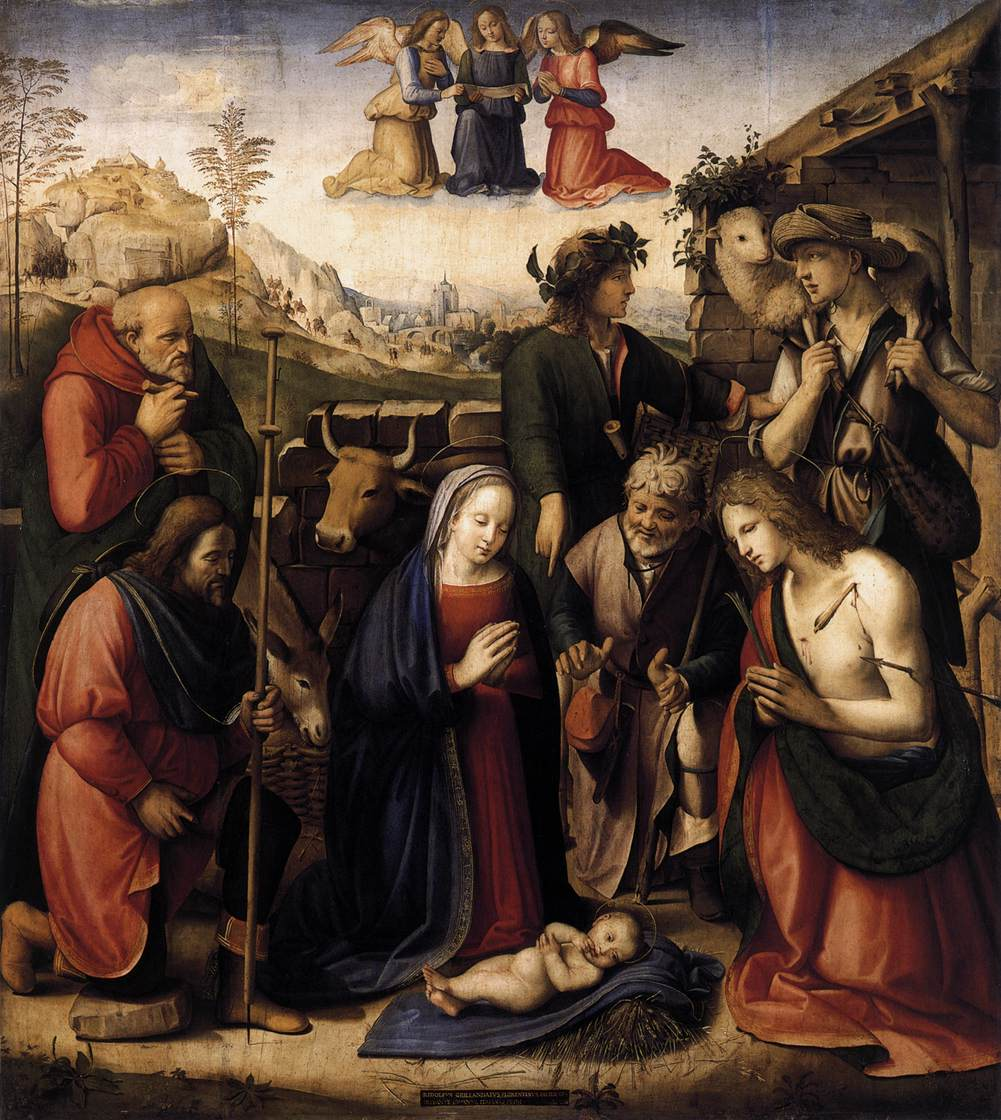
Ridolfo Ghirlandaio, Anbetung der Hirten, 1510, Szépművészeti Múzeum, Budapest

Ridolfo Ghirlandaio (* 4. Februar 1483 in Florenz; † 6. Juni 1561 ebenda), eigentlich Ridolfo di Domenico Bigordi, war ein vor allem in Florenz tätiger Maler des 16. Jahrhunderts.

## Leben
Ridolfo Ghirlandaio, Sohn Domenico Ghirlandaios, ging bei seinem Vater und dann bei seinem Onkel Davide Bigordi Ghirlandaio und Francesco Granacci in die Lehre. Er war Mitarbeiter in der Werkstatt Fra Bartolommeos, orientierte sich später aber eher am erfolgreichen Stil Raffaels, mit welchem er befreundet war. Aus Ridolfos Werkstatt ging der Künstler Perino del Vaga hervor; bei der Ausmalung der Cappella dei Papi in der Dominikanerkirche S. Maria Novella in Florenz war der junge Jacopo da Pontormo unter seinen Mitarbeitern. Er war auch als Porträtmaler erfolgreich.
Ridolfo Ghirlandaio starb am 6. Juni 1561 im Alter von 78 Jahren in Florenz.

## Kunsthandel
Im Oktober 2019 wurde im Wiener Auktionshaus Dorotheum ein Werk versteigert, bei welchem es sich nach den vom Auktionshaus beauftragten Experten um ein von Raffael begonnenes und von Ridolfo Ghirlandaio beendetes Werk handeln könnte.
Das Werk Madonna mit Kind wurde für 1,6 Millionen Euro versteigert.

## Werk
- Kreuztragung, Palazzo Antinori, Florenz
- Marienkrönung, 1504, Louvre, Paris
- Anbetung der Hirten, 1510, Öl auf Holz, 148 × 132 cm, Szépművészeti Múzeum, Budapest
- Himmelfahrt Mariä, Santo Stefano, Prato
- Der heilige Zenobius erweckt ein Kind wieder zum Leben, Galleria dell’Accademia, Florenz
- Das Begräbnis des heiligen Zenobius, Galleria dell’Accademia, Florenz

- Pieta, 1521, Colle di Val d’Elsa
- Emmausmahl, 1543, Fresko, Kreuzgang, S. Maria degli Angeli, Florenz
- (zugeschrieben), Bildnis eines Goldschmieds (?), um 1570, Öl auf Holz, Historisches Museum, Bamberg
- Anbetung Christi (Kriegsverlust), 1505–1510, Öl auf Pappelholz, Gemäldegalerie, Berlin[2]